# Štefica Galić

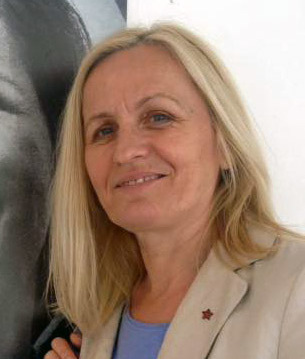
Štefica Galić

Štefica Galić (* 1963 in Ograđenik) ist eine Menschenrechtsaktivistin, Fotografin und Journalistin aus Bosnien und Herzegowina. Sie gehört der Volksgruppe der Kroaten in Bosnien und Herzegowina an. Galić stammt aus der mehrheitlich von Kroaten bewohnten Stadt Ljubuški, musste diese jedoch auf Grund der Anfeindungen verlassen, denen sie durch ihre Arbeit ausgesetzt ist. Sie lebt in Mostar, ist verwitwet und zweifache Großmutter.
Während des Bosnien-Krieges verhalf sie zwischen 1992 und 1995 zusammen mit ihrem Ehemann Nedjeljko Galić mittels gefälschter Ausweispapiere hunderten von Bosniaken zur Flucht vor der Internierung in einem Lager. Nach dem Tod ihres Mannes im Jahr 2001 wurde sie Journalistin. Seit 2010 ist sie Chefredakteurin der unabhängigen Nachrichten-Website tacno.net, auf der sie nationalistische Narrative korrigiert und über die Verbrechen der bosnisch-kroatischen Armee HVO während der Jugoslawienkriege aufklärt. Galić wirft der Politik und den von ihr abhängigen Medien vor, über die Jugoslawienkriege „eine offizielle, erfundene Wahrheit zu etablieren.“ Sie setzt sich für Bürgerrechte und für das Gedenken an die Verbrechen während der Jugoslawienkriege und für deren Aufarbeitung ein. Sie ist seit Jahren Ziel fortgesetzter Vergewaltigungs- und Todesdrohungen.
Am 18. Juli 2012 wurde Galić in Ljubuški von Unbekannten angegriffen und verletzt, zwei Tage nach der Ausstrahlung ihres Dokumentarfilmes über die Lebensleistung ihres verstorbenen Mannes. Sie musste sich in ärztliche Behandlung begeben. Der Film war besonders von kroatischen Veteranenorganisationen heftig kritisiert worden. Schon im Vorfeld des Films waren Galić und ihre Kinder bedroht worden. Galić erstattete Strafanzeige wegen Körperverletzung und Verleumdung gegen Unbekannt sowie gegen die Betreiber verschiedener Webseiten im Internet. Der Fall erregte internationales Aufsehen. Die Europäische Union, die USA, die OSZE und Human Rights Watch kritisierten die bosnisch-herzegowinische Polizei für ihre Einschätzung, es handele sich bei dem Angriff lediglich um ein geringfügiges Delikt. Die OSZE-Beauftragte für die Freiheit der Medien Dunja Mijatović bezeichnete den Angriff auf Galić als „völlig inakzeptabel“ und die Reaktion der Polizei als „besorgniserregend.“ Die Organisation Reporter ohne Grenzen forderte die bosnisch-herzegowinischen Behörden auf, den Schutz von Galić und ihrer Familie zu gewährleisten und die Verantwortlichen zur Rechenschaft zu ziehen. Im Oktober 2013 wurde eine bei der lokalen Verwaltung angestellte Frau wegen Beteiligung an der Tat zu einer Bewährungsstrafe verurteilt. Galić erhielt weiterhin Drohungen.
2017 übte Galić Kritik an einer Gedenkfeier für Slobodan Praljak. Sie erklärte, die Gesellschaft werde sich nie von dem Leid erholen, das Franjo Tuđmans „kranke und hegemoniale Politik“ in den 1990er Jahren über sie gebracht habe, wenn man nicht mit den Verbrechen der Vergangenheit umgehen, die Opfer um Vergebung bitten und damit beginnen würde, eine gemeinsame Zukunft zu bilden. 2019 veröffentlichte Galić einen Artikel über die Ermordung von Zivilisten in Ljubuški im Jahr 1993.
2012 erhielt Galić den bosnischen „Duško-Kondor-Preis für Zivilcourage.“ 2018 wurde sie zusammen mit Josephine Achiro Fortelo mit dem Johann-Philipp-Palm-Preis für Meinungs- und Pressefreiheit ausgezeichnet. Štefica Galić ist seit September 2019 durch den Deutschen Bundestag geschützt.
Štefica Galić ist Unterzeichnerin der 2017 veröffentlichten Deklaration zur gemeinsamen Sprache der Kroaten, Serben, Bosniaken und Montenegriner.